# 홍련 (코드 기아스)
홍련(영어: Guren, 일본어: 紅蓮, ぐれん)은 선라이즈가 제작한 TV 애니메이션 《코드 기어스 반역의 를르슈》에 등장하는 가공의 병기이다. 파일럿은 코우즈키 카렌이다.
본 문서에서는 홍련 2식 외에 개량 발전형인 홍련 가상식이나 홍련 성천팔극식, 홍련 특식에 관해서도 기술한다.

## 같이 보기
- 코드 기어스 반역의 를르슈
- 랜슬롯 (코드 기어스)